# Peñalosa (Baños de la Encina)
Peñalosa es un yacimiento arqueológico argárico situado en el municipio de Baños de la Encina, en la provincia de Jaén, España. Se localiza sobre un cerro que controla el antiguo valle del río Rumblar, actualmente inundado parcialmente por las aguas de la presa homónima. El yacimiento tiene una cronología de más de 4000 años y fue un importante núcleo metalúrgico que explotaba los filones del mineral de cobre de Sierra Morena, principalmente azurita y malaquita. Posee una peculiar arquitectura de casas rectangulares construidas con pizarra y dispuestas en terrazas artificiales comunicadas por estrechas calles.

## Cronología
A partir de 1985 el yacimiento de Peñalosa ha sido excavado sistemáticamente, mientras que su territorio circundante ha sido prospectado superficialmente. Las investigaciones han tenido una orientación funcionalista, con el objetivo de interpretar la vida doméstica y las pautas de consumo del poblado.
Se han identificado tres fases correspondientes al periodo argárico, siendo la IIIC la más antigua y la IIIA la más moderna. El registro arqueológico mejor conservado se corresponde con sus últimos momentos de ocupación, hacia el 1750 calibrado a. C. El abandono se habría producido hacia el 1600 a. C.

## Yacimiento
El asentamiento de Peñalosa está organizado en tres terrazas artificiales por las cuales se distribuyen las fortificaciones y viviendas, así como las calles que las comunican, en ocasiones enlosadas. El nivel inferior presenta una cisterna y un muro con bastiones que debían delimitar el poblado. En la terraza media hay restos de actividad metalúrgica y una sepultura monumental, con numerosos restos animales y un rico ajuar. En la parte más alta de la terraza superior hay una verdadera acrópolis a la que se accede por un sinuoso pasillo protegido por baluartes y atalayas. Las paredes de las casas están construidas mediante mampostería de pizarra en toda su altura, mientras que los tejados serían planos y estarían hechos mediante barro cubierto de lajas de pizarra. No parece que haya diferencias arquitectónicas significativas entre las distintas terrazas.

## Economía

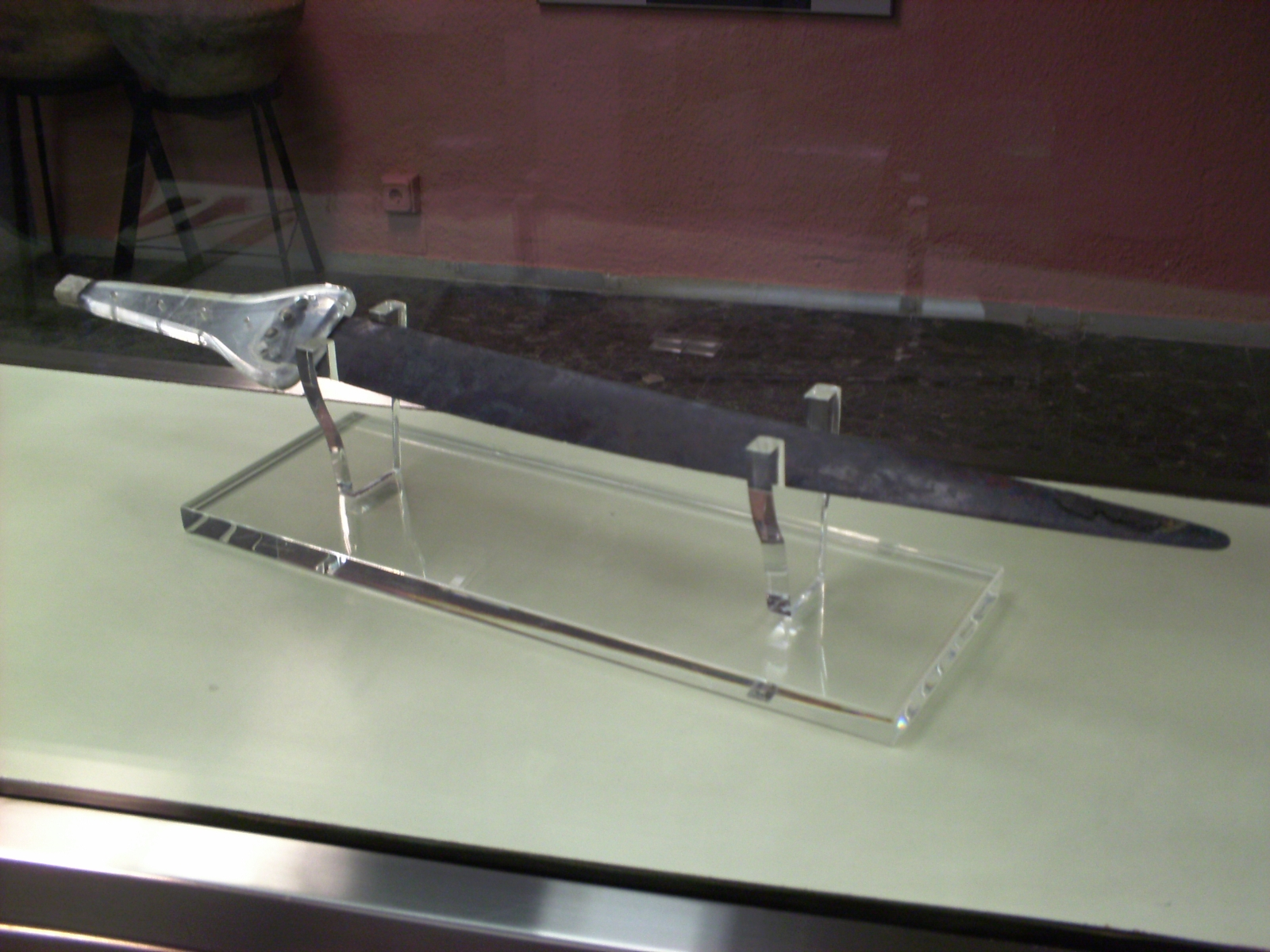
Espada de bronce de Peñalosa.

Las actividades económicas documentadas giran en torno a los telares, la metalurgia y el procesamiento de cereales, siempre en espacios diferenciados físicamente entre sí. Han sido halladas un mínimo de cinco hoces, molinos de granito, pesas de telar en arcilla, husos de pizarra y se han identificado hasta cuatro grandes tipologías cerámicas que incluirían copas, queseras y urnas funerarias, estas últimas restringidas a los enterramientos de individuos infantiles. Están bien representados los elementos correspondientes a todo los procesos metalúrgicos relacionados con el cobre y, en menor medida, la plata, incluidos los artefactos resultantes: punzones, cinceles, puñales y objetos de adorno. Hay restos arqueológicos relacionados con la manipulación de los cereales y del mineral en la mayoría de los edificios del poblado.
El principal cultivo, con diferencia, era el de la cebada. Se cosechaban diversas variedades de trigo, pero no representan ni un diez por ciento del total de los restos hallados. Las leguminosas y el lino serían también minoritarios.

## Sociedad
Entre los individuos encontrados, los restos de hombres doblan los de mujeres, las cuales suelen estar siempre enterradas en la misma tumba que los primeros. Hay pocos niños y ningún individuo senil. El estudio de los ajuares ha permitido identificar claras diferencias entre los de las terrazas media y superior con respecto a los de la inferior. Según sus excavadores, los restos de bóvidos y équidos se concentran también en la parte alta, pero para otros investigadores no se aprecian grandes diferencias con respecto a las demás terrazas. Por otra parte, la mayoría de enterramientos de la terraza superior se localizan en espacios exclusivamente funerarios. Todo ello ha llevado a los arqueólogos que trabajan en el lugar a formular la teoría de una comunidad muy jerarquizada, en cuya cúspide habría una élite militarizada a la cual estaría subordinada la masa de campesinos-guerreros libres y en cuya base existiría una capa poblacional en estado servil adscrita a la aristocracia, algo con lo que no están de acuerdo otros estudiosos, que no ven en los resultados publicados el reflejo de una sociedad de clases.

## Interpretación
El paleoambiente estaría dominado por la encina y el alcornoque, así como el madroño, acebuche y lentisco, todo lo cual indica un clima suave, sin grandes heladas, y más húmedo que el actual.
El asentamiento de Peñalosa ha sido interpretado como una fundación argárica en la periferia de su área de influencia, dedicada a la obtención y procesamiento de los metales y a su exportación hacia los centros de poder costeros.